# Кабинда (аэропорт)
Аэропорт Кабинда — аэропорт, обслуживающий Кабинду, город в провинции Кабинда, Ангола. Построен в 1951 году.